# Opsoklonie
Opsoklonie – nierównomierne, szybkie, nierytmiczne ruchy gałek ocznych zarówno w płaszczyźnie poziomej, jak i pionowej.
Występują w zespole mioklonii i opsoklonii.